# Southern Weekly
Southern Weekly oder Nanfang Zhoumo (chinesisch 南方周末, Pinyin Nánfāng Zhōumò; in westlichen Medien meist als Südliches Wochenende, Southern Weekly oder Southern Weekend bezeichnet) ist eine Wochenzeitung in der Volksrepublik China.
Das Blatt, das seit 1984 existiert und eine Schwesterpublikation der Tageszeitung Southern Daily (南方日报,  Nánfāng Rìbào) ist, wird von der Southern Newspaper Media Group (南方报业传媒集团,  Nánfāng bàoyè chuánméi jítuán) herausgebracht. Die Hauptredaktion hat ihren Sitz in der südchinesischen Großstadt Guangzhou, weitere Redaktionen befinden sich in Peking, Shanghai und Chengdu. Die Southern Weekly wird in einer Auflage von über 1,6 Millionen Exemplaren an mehreren Orten zugleich gedruckt und flächendeckend verbreitet. Sie gilt als größte Wochenzeitung in Festlandchina und stellt daher eines der einflussreichsten Medien des Landes dar. Die inhaltliche Linie ist relativ liberal und regierungskritisch, was schon mehrfach zu Auseinandersetzungen mit dem chinesischen Behörden- bzw. Parteiapparat geführt hat.